# Стоморська
Стоморська (хорв. Stomorska) — населений пункт у Хорватії, в Сплітсько-Далматинській жупанії у складі громади Шолта.

## Населення
Населення за даними перепису 2011 року становило 245 осіб.
Динаміка чисельності населення поселення:

## Клімат
Середня річна температура становить 16,20 °C, середня максимальна – 27,76 °C, а середня мінімальна – 4,60 °C. Середня річна кількість опадів – 732 мм.
| Клімат поселення                              | Клімат поселення | Клімат поселення | Клімат поселення | Клімат поселення | Клімат поселення | Клімат поселення | Клімат поселення | Клімат поселення | Клімат поселення | Клімат поселення | Клімат поселення | Клімат поселення | Клімат поселення |
| Показник                                      | Січ.             | Лют.             | Бер.             | Квіт.            | Трав.            | Черв.            | Лип.             | Серп.            | Вер.             | Жовт.            | Лист.            | Груд.            |                  |
| Середній максимум, °C                         | 13,47            | 12,72            | 14,69            | 17,58            | 22,28            | 26,05            | 27,76            | 27,69            | 23,94            | 20,06            | 15,78            | 13,56            |                  |
| Середня температура, °C                       | 9,39             | 8,66             | 10,64            | 13,51            | 18,22            | 21,98            | 24,97            | 24,90            | 21,14            | 17,28            | 12,99            | 10,78            |                  |
| Середній мінімум, °C                          | 5,33             | 4,60             | 6,56             | 9,46             | 14,16            | 17,91            | 22,18            | 22,12            | 18,34            | 14,49            | 10,21            | 7,98             |                  |
| Норма опадів, мм                              | 69               | 56               | 64               | 59               | 50               | 41               | 26               | 42               | 64               | 79               | 97               | 85               |                  |
| Середньомісячна швидкість вітру, м/с          | 3.45             | 3.65             | 3.73             | 3.45             | 3.04             | 2.75             | 2.80             | 2.66             | 2.99             | 3.16             | 3.88             | 3.79             |                  |
| Середньомісячна сонячна радіація, кДж/м²·день | 5592             | 8378             | 12044            | 16778            | 20766            | 23516            | 25187            | 22106            | 16338            | 10636            | 6065             | 4765             |                  |
| --------------------------------------------- | ---------------- | ---------------- | ---------------- | ---------------- | ---------------- | ---------------- | ---------------- | ---------------- | ---------------- | ---------------- | ---------------- | ---------------- | ---------------- |
| Джерело:                                      |                  |                  |                  |                  |                  |                  |                  |                  |                  |                  |                  |                  |                  |